# Stanevce
Stanevce (izvirno srbsko Станевце) je naselje v Srbiji, ki upravno spada pod Občino Preševo; slednja pa je del Pčinjskega upravnega okraja.

## Demografija
V naselju živi 31 polnoletnih prebivalcev, pri čemer je njihova povprečna starost 22,7 let (20,4 pri moških in 25,2 pri ženskah). Naselje ima 11 gospodinjstev, pri čemer je povprečno število članov na gospodinjstvo 6,18.
|  |

| Demografija | Demografija     | Demografija     |
| Leto        | Št. prebivalcev | Št. prebivalcev |
| ----------- | --------------- | --------------- |
|             |                 |                 |
|             |                 |                 |
|             |                 |                 |
|             |                 |                 |
| 1948        | 341             |                 |
| 1953        | 350             |                 |
| 1961        | 372             |                 |
| 1971        | 257             |                 |
| 1981        | 90              |                 |
| 1991        | 131             | 131             |
| 2002        | 76              | 68              |
|             |                 |                 |

| Etnična sestava po popisu iz leta 2002 | Etnična sestava po popisu iz leta 2002 | Etnična sestava po popisu iz leta 2002 | Etnična sestava po popisu iz leta 2002 | Etnična sestava po popisu iz leta 2002 |
| -------------------------------------- | -------------------------------------- | -------------------------------------- | -------------------------------------- | -------------------------------------- |
| Albanci                                | Albanci                                |                                        | 67                                     | 98,52%                                 |
| Bošnjaki                               | Bošnjaki                               |                                        | 1                                      | 1,47%                                  |
| Neznano                                | Neznano                                |                                        | 0                                      | 0,0%                                   |